# Примирие от Мудания
Примирието от Мудания е международно споразумение между Турция (чрез Великото национално събрание на Турция) от една страна и Италия, Франция и Великобритания от друга страна, подписано в османския град Мудания, във вилает Бурса, на 11 октомври 1922 г. Кралство Гърция се присъединява към примирието на 14 октомври 1922 г.

## Контекст
Съгласно примирието от Мудрос, което слага край на Първата световна война в Османската империя, на съюзническите сили е разрешено да окупират крепостите на проливите Дарданели и Босфор. Впоследствие те също така окупират Истанбул и решават да разделят Османската империя. Това е съпротива от турските националисти под формата на Великото народно събрание. След като постигат победи над окупационните сили в Анадола, турските сили напредват към неутралната зона на Проливите.
На 5 септември 1922 г. Мустафа Кемал паша отстоява претенциите на Турция за Източна Тракия. На 15 септември британският кабинет решава, че британските сили трябва да запазят позицията си, и издава ултиматум.
На 19 септември Великобритания решава да откаже Константинопол и Тракия на турските националисти, но Франция, Югославия, Италия и британските доминиони се противопоставят на нова война. Френският министър-председател Реймон Поанкаре се опитва да убеди турците да зачитат неутралната зона. На 23 септември съюзниците искат провеждането на мирна конференция, на което Мустафа Кемал се съгласява на 29 септември, като предлага Мудания за място на срещата. Междувременно британският кабинет решава да остави Източна Тракия на турците.
Преговорите са свикани на 3 октомври и водят до подписването на примирието от Мудания на 11 октомври. Гърците се присъединяват към условията на подписания договор на 13 октомври.

## Условия
- Гръцките войски трябва да се изтеглят от Източна Тракия до река Марица (река Мерич) и Адрианопол (Одрин) в рамките на 15 дни.
- Гражданската власт ще стане турска 30 дни след напускането на гръцките войски.
- Не повече от 8000 турски жандармеристи трябва да присъстват в Източна Тракия до сключването на мирния договор.[3]

Окончателното споразумение между страните е постигнато на конференцията в Лозана от 21 ноември 1922 г. до 24 февруари 1923 г. и от 23 април до 24 юли 1923 г., което води до Договора от Лозана.
Съюзническите войски продължават да окупират неутралната зона до оттеглянето си съгласно условията на договора.